# Suzuka International Racing Course
Suzuka International Racing Course – tor wyścigów Formuły 1 zaprojektowany przez Johannesa Hugenholtza, położony w Japonii w prefekturze Mie w mieście Suzuka.
Został zbudowany przez koncern Honda jako ośrodek badawczy na początku lat sześćdziesiątych. Początkowo rozgrywano na nim imprezy o charakterze lokalnym. W 1976 i 1977 zostały rozegrane pierwsze Grand Prix Japonii, ale na torze Fuji. W latach 80. XX wieku z powodu dużych sukcesów Hondy jako dostawcy silników do bolidów Formuły 1 GP Japonii powróciło do kalendarza. Tym razem rozegrano je na torze Suzuka. Zwykle ten wyścig był ostatnią lub przedostatnią imprezą sezonu i to tutaj wyłaniani byli zwycięzcy. Długość toru wynosi 5,807 km, a liczba okrążeń w wyścigu 53.
W 2014 roku wypadek miał Francuz Jules Bianchi (Marussia). Kierowca uderzył w dźwig, który usuwał z pobocza samochód Adriana Sutila (Sauber). W wyniku obrażeń głowy Francuz zmarł 9 miesięcy po wypadku. Nie odzyskał przytomności. W chwili śmierci miał 25 lat.

## Zwycięzcy Grand Prix Japonii na torze Suzuka
| Rok  | Kierowca                                                                               | Zespół                                             |        |
| ---- | -------------------------------------------------------------------------------------- | -------------------------------------------------- | ------ |
| 2025 | Max Verstappen                                                                         | Red Bull-Honda RBPT                                | Wyniki |
| 2024 | Max Verstappen                                                                         | Red Bull-Honda RBPT                                | Wyniki |
| 2023 | Max Verstappen                                                                         | Red Bull-Honda RBPT                                | Wyniki |
| 2022 | Max Verstappen                                                                         | Red Bull-RBPT                                      | Wyniki |
| 2019 | Valtteri Bottas                                                                        | Mercedes                                           | Wyniki |
| 2018 | Lewis Hamilton                                                                         | Mercedes                                           | Wyniki |
| 2017 | Lewis Hamilton                                                                         | Mercedes                                           | Wyniki |
| 2016 | Nico Rosberg                                                                           | Mercedes                                           | Wyniki |
| 2015 | Lewis Hamilton                                                                         | Mercedes                                           | Wyniki |
| 2014 | Lewis Hamilton                                                                         | Mercedes                                           | Wyniki |
| 2013 | Sebastian Vettel                                                                       | Red Bull-Renault                                   | Wyniki |
| 2012 | Sebastian Vettel                                                                       | Red Bull-Renault                                   | Wyniki |
| 2011 | Jenson Button                                                                          | McLaren-Mercedes                                   | Wyniki |
| 2010 | Sebastian Vettel                                                                       | Red Bull-Renault                                   | Wyniki |
| 2009 | Sebastian Vettel                                                                       | Red Bull-Renault                                   | Wyniki |
| 2006 | Fernando Alonso                                                                        | Renault                                            | Wyniki |
| 2005 | Kimi Räikkönen                                                                         | McLaren-Mercedes                                   | Wyniki |
| 2004 | Michael Schumacher                                                                     | Ferrari                                            | Wyniki |
| 2003 | Rubens Barrichello                                                                     | Ferrari                                            | Wyniki |
| 2002 | Michael Schumacher                                                                     | Ferrari                                            | Wyniki |
| 2001 | Michael Schumacher                                                                     | Ferrari                                            | Wyniki |
| 2000 | Michael Schumacher                                                                     | Ferrari                                            | Wyniki |
| 1999 | Mika Häkkinen                                                                          | McLaren-Mercedes                                   | Wyniki |
| 1998 | Mika Häkkinen                                                                          | McLaren-Mercedes                                   | Wyniki |
| 1997 | Michael Schumacher                                                                     | Ferrari                                            | Wyniki |
| 1996 | Damon Hill                                                                             | WilliamsRenault                                    | Wyniki |
| 1995 | Michael Schumacher                                                                     | Benetton-Renault                                   | Wyniki |
| 1994 | Damon Hill                                                                             | Williams-Renault                                   | Wyniki |
| 1993 | Ayrton Senna                                                                           | McLaren-Ford                                       | Wyniki |
| 1992 | Riccardo Patrese                                                                       | Williams-Renault                                   | Wyniki |
| 1991 | Gerhard Berger                                                                         | McLaren-Honda                                      | Wyniki |
| 1990 | Nelson Piquet                                                                          | Benetton-Ford                                      | Wyniki |
| 1989 | Alessandro Nannini                                                                     | Benetton-Ford                                      | Wyniki |
| 1988 | Ayrton Senna                                                                           | McLaren-Honda                                      | Wyniki |
| 1987 | Gerhard Berger                                                                         | Ferrari                                            | Wyniki |
|      | 6× Michael Schumacher 4× Vettel, Hamilton, Verstappen 2× Berger, Senna, Hill, Häkkinen | 7×Ferrari, McLaren, Red Bull 6×Mercedes 3×Williams |        |